# کاساس (تگزاس)
کاساس (به انگلیسی: Casas) یک منطقهٔ مسکونی در ایالات متحده آمریکا است که در تگزاس واقع شده‌است. کاساس ۳۹ نفر جمعیت دارد.